# 233 (číslo)
Dvě stě třicet tři je přirozené číslo, které následuje po čísle dvě stě třicet dva a předchází číslu dvě stě třicet čtyři. Římskými číslicemi se zapisuje CCXXXIII a řeckými číslicemi σλγ.

## Matematika
233 je:
- Fibonacciho prvočíslo
- Prvočíslo Sophie Germainové
- Nešťastné číslo
- Nepříznivé číslo

## Chemie
- 233 je nukleonové číslo čtvrtého nejstabilnějšího izotopu uranu[1]

## Astronomie
- (233) Asterope je planetka hlavního pásu, kterou objevil v roce 1883 Alphonse Louis Nicolas Borrelly

## Doprava
- Silnice II/233 je česká silnice II. třídy vedoucí na trase Plzeň – Chrást – Břasy – Radnice – Zvíkovec – Slabce – Rakovník[2][3][4][5][6]

## Ostatní
- +233 je mezinárodní telefonní předvolba Ghany

## Roky
- 233
- 233 př. n. l.